# الجامعة الدولية الخاصة للعلوم والتكنولوجيا
الجامعة الدولية للعلوم والتكنولوجيا، هي جامعة خاصة تأسست عام 2005، تقع في غباغب، محافظة درعا، سوريا. تضم الجامعة سبع كليات: طب الأسنان، الصيدلة، الهندسة والتكنولوجيا، تكنولوجيا المعلومات، إدارة الأعمال والمالية، الفنون والعلوم، والهندسة المعمارية. للجامعة مكتب اتصال في دمشق المزة الفلل الشرقية. يرأسها حاليا الاستاذ الدكتور عمار ناصر آغا.
بعد اندلاع الثورة السورية عام 2011، انتقل مقر الجامعة مؤقتاً عام 2013 إلى مدينة دمشق في منطقة كيوان مقابل حديقة تشرين بالقرب من ساحة الأمويين، واستمر في كيوان حتى عام 2019 عندما عادت إلى مقرها الأصلي في غباغب.

## الكليات والأقسام
1. كلية طب الأسنان.[6]
2. كلية الصيدلة.[7]
3. كلية الهندسة والتكنولوجيا:[8]
  1. قسم الهندسة المدنية والبيئية.
  2. قسم الهندسة المعمارية.
  3. قسم هندسة الالكترونيات والاتصالات.
  4. قسم هندسة الحاسوب والمعلوماتية [9]
4. كلية تكنولوجيا المعلومات:
  1. قسم برمجيات الحاسوب.
  2. قسم نظم المعلومات الحاسوبية (متوقف حالياً)
  3. قسم علم الحاسوب.
5. كلية الأعمال والتمويل:[10]
  1. قسم التسويق.
  2. قسم المحاسبة.
  3. قسم العلوم المالية والمصرفية.
  4. قسم نظم المعلومات الإدارية (متوقف حالياً)
6. كلية الآداب والعلوم:[11]
  1. قسم التصميم الغرافيكي.
  2. قسم التصميم الداخلي.
  3. قسم اللغة الإنكليزية وآدابها.
7. كلية الهندسة المعمارية:[12]

## اتفاقيات التعاون
قامت الجامعة بتوقيع عدة اتفاقيات تعاون مع جامعات عربية وعالمية، مثل:
- جامعة يوتا.
- جامعة برنو للتكنولوجيا.
- جامعة ولاية مونتانا.
- جامعة فيلادلفيا الأردنية.
- جامعة جندال العالمية الهندية.
- جامعة البتراء الأردنية.
- جامعة دمشق.
- جامعة الحواش الخاصة.

## ترتيب الجامعة
في يناير/كانون الثاني 2017، احتلت الجامعة المركز الـ 487 عربياً و 15735 عالمياً حسب تقييم ويبوميتركس العالمي للجامعات. في عام 2021 احتلت الجامعة الدولية المركز 12 بترتيب الجامعات في سوريا والمرتبة الخامسة في ترتيب الجامعات الخاصة في الجمهورية العربية السورية.

## وصلات خارجية
- الجامعة الدولية الخاصة للعلوم والتكنولوجيا